# Каргалы (Акмолинская область)
Каргалы (каз. Қарғалы) — село в Коргалжынском районе Акмолинской области Казахстана. Входит в состав Карашалгинского сельского округа. Код КАТО — 116041200.

## География
Село расположено в северной части района возле озера Узынколь, на расстоянии примерно 30 километров (по прямой) к северо-востоку от административного центра района — села Коргалжын, в 10 километрах к востоку от административного центра сельского округа — села Жантеке.
Абсолютная высота — 325 метров над уровнем моря.
Климат холодно-умеренный, с хорошей влажностью. Среднегодовая температура воздуха положительная и составляет около +4,5°С. Среднемесячная температура воздуха в июле достигает +21,1°С. Среднемесячная температура января составляет около -14,3°С. Среднегодовое количество осадков составляет около 370 мм. Основная часть осадков выпадает в период с июня по июль.
Ближайшие населённые пункты: село Жантеке — на западе, село Караегин — на северо-востоке, село Уялы — на юге.
Севернее села проходит автодорога Р-2 «Астана – Коргалжын» (с подъездом к Коргалжынскому заповеднику).

### Улицы[3]
- ул. Смаилова Сыгандыка.

## Население
В 1989 году население села составляло 296 человек (из них казахи — 100%).

В 1999 году население села составляло 177 человек (97 мужчин и 80 женщин). По данным переписи 2009 года, в селе проживали 74 человека (45 мужчин и 29 женщин).
| Численность населения | Численность населения | Численность населения |
| 1989                  | 1999                  | 2009                  |
| --------------------- | --------------------- | --------------------- |
| 296                   | ↘177                  | ↘74                   |